# Issidae
Los ísidos (Issidae) son una familia de insectos hemípteros del suborden Auchenorrhyncha. 

## Géneros
Contiene los siguientes géneros.
- Acrisius - Acrometopum - Afronaso - Buca - Gilda - Tatva - Tonga - Traxus - Ugoa.[1]